# Wicked (film)
Wicked (også markedsført som Wicked - Part One) er en amerikansk fantasyfilm fra 2024 som blev instrueret af John M. Chu. Filmen tager udgangspunkt i første halvdel af Broadway-musicalen Wicked, som tilsvarende er baseret på Troldmanden fra Oz-bøgerne af L. Frank Baum. 

## Medvirkende
- Cynthia Erivo som Elphaba
- Ariana Grande som Glinda
- Jonathan Bailey som Fiyero
- Ethan Slater som Boq
- Bowen Yang som Pfannee
- Marissa Bode som Nessarose
- Peter Dinklage som Dr. Dillamond
- Michelle Yeoh som Madame Morrible
- Jeff Goldblum som Troldmanden fra Oz